# Tipula hemmingseniana
Tipula hemmingseniana är en tvåvingeart som beskrevs av Alexander 1961. Tipula hemmingseniana ingår i släktet Tipula och familjen storharkrankar. Inga underarter finns listade i Catalogue of Life.